# Julien Reverchon

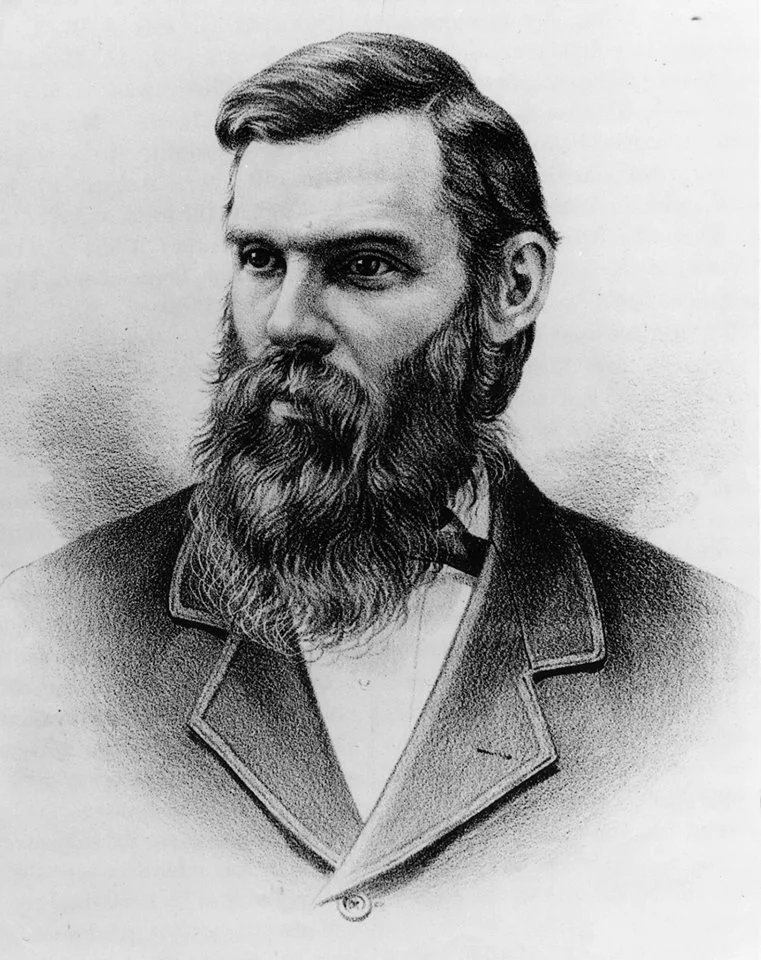

Julien Reverchon (* 3. August 1837 in Diémoz; † 30. Dezember 1905) war ein französischer Naturforscher und Botaniker. 
Er war Sohn von Jacques Maximilien und Florine Reverchon. Sein Vater war ein Anhänger der Thesen von Charles Fourier. Er beschloss, sich an Victor Considerants Aufbau eines Phalanstère in La Réunion, heute ein Stadtteil von Dallas in Texas anzuschließen.
Die Familie kam im Dezember 1856 in La Réunion an und erfuhr, dass das Genossenschaftsprojekt gescheitert war. Jacques Reverchon kaufte einen kleinen Bauernhof in der Nähe. Julien begann, die lokale Flora zu studieren. Nachdem er sich einige Jahre nicht mit Botanik beschäftigt hatte, beteiligte er sich 1869 an eine Expedition zur Fossiliensammlung in West-Texas. Hier begann er wieder, Pflanzen zu sammeln. Er beschaffte Präparate von Blumen, die von Asa Gray und Charles Sprague Sargent erstbeschrieben wurden und trug zur Bereicherung zahlreicher amerikanischer Sammlungen bei. 
Reverchons Präparate wurden von Allen Hiram Curtiss in seiner exsiccata-ähnlichen Serie „North American Plants“ veröffentlicht.
Am Ende seines Lebens lehrte er Botanik am Baylor University College in Dallas.
Zum Zeitpunkt seines Todes waren über 2600 Pflanzenarten auf seiner Farm kultiviert. Sein Herbarium enthielt über 20.000 Exemplare texanischer Pflanzen. Sein Herbarium wird im Missouri Botanical Garden in Saint Louis aufbewahrt. Die Stadt Dallas benannte den Reverchon Park nach ihm.